# Sceau de l'Alaska
Le premier sceau de l'Alaska a été adopté avant que l'Alaska ne devienne un État des États-Unis : il représentait alors des glaciers, une aurore boréale, des igloos et des Inuits. Aujourd'hui, il figure des rayons de lumière au-dessus des montagnes. On trouve aussi un train, un bateau, des arbres, un fermier, un cheval et des gerbes de blé, qui symbolisent les activités de l'État. Le poisson et les phoques montrent que l'Alaska est tourné vers la mer et ses ressources.